# 穆拉古穆杜
穆拉古穆杜（Mulagumudu），是印度泰米尔纳德邦甘尼亚古马里县的一个城镇。总人口18061（2001年）。

## 人口
该地2001年总人口18061人，其中男性8746人，女性9315人；0—6岁人口1755人，其中男860人，女895人；识字率81.65%，其中男性为83.48%，女性为79.94%。